# Carmelo Miranda
Carmelo Miranda, né le 20 décembre 1969 à Aranda de Duero, est un ancien coureur cycliste espagnol, professionnel de 1991 à 1998.
Il a notamment appartenu, de 1994 à 1997, à la formation Banesto de Miguel Indurain, dont il a été le coéquipier sur deux Tours de France, en 1995 et en 1996.

## Palmarès
- 1990
  - Tour de Palencia
- 1991
  - 2e du GP Llodio
- 1994
  - 3e de la Clásica a los Puertos
- 1995
  - 3e étape de la Route du Sud
  - 2e de la Route du Sud
  - 6e du Critérium du Dauphiné libéré

## Résultats sur les grands tours

### Tour de France
2 participations
- 1995 : 57e
- 1996 : abandon (4e étape)

### Tour d'Italie
1 participation
- 1993 : 79e

### Tour d'Espagne
6 participations
- 1991 : 49e
- 1992 : 37e
- 1993 : 56e
- 1994 : 33e
- 1995 : 51e
- 1998 : abandon (8e étape)